# Bull in the Heather
«Bull in the Heather» — песня американской рок-группы Sonic Youth, выпущенная в 1994 году лейблом DGC в качестве единственного сингла с их восьмого альбома Experimental Jet Set, Trash and No Star.

## О сингле
В качестве би-сайдов были добавлены песня «Blazor Blade» и альтернативный вариант песни «Doctor’s Orders».
Вокалистка и бас-гитаристка Ким Гордон пояснила, что песня об «использовании бездействия в качестве формы бунта, мол, я не собираюсь быть частью доминируемой мужчинами культурой, поэтому я буду пассивна» (англ. using passiveness as a form of rebellion—like, I'm not going to participate in your male-dominated culture, so I'm just going to be passive).

## Музыкальное видео
Музыкальное видео на песню было снято Тамрой Дэвис. В съёмке приняла участие Кэтлин Ханна из группы Bikini Kill, которая снялась там в качестве танцовщицы. Сцена, где гитаристы прыгают на кровати была воссоздана по фотографии Тёрстона Мура, где он был юн. На момент съёмки видео Ким Гордон была на пятом месяце беременности.

## Релиз
«Bull in the Heather» была выпущена в виде сингла в апреле 1994 года лейблом DGC. Синглу удалось занять 13 место в US Modern Rock Tracks, 24 место в UK Singles Chart и 90 место в австралийском ARIA singles chart.
Журнал Spin поставил песню на 48 место в своём списке «Best Alternative Rock Songs of 1994» (рус. 100 лучших песен альтернативного рока 1994 года).

## Наследие
В 2007 году NME поместил «Bull in the Heather» на 48 место в списке 50 «Greatest Indie Anthems Ever» (рус. 50 лучших инди-гимнов на все века).

## Список композиций
1. «Bull in the Heather (LP Version)» — 3:04
2. «Razor Blade» — 1:06
3. «Doctor’s Orders (T.-vox Version)» — 4:20